# City Tower Nishi-Umeda
City Tower Nishi-Umeda (jap. シティタワー西梅田) – wieżowiec zbudowany w 2007 roku w Osace w dzielnicy Fukushima. Jest najwyższym budynkiem w dzielnicy.